# 痛哭之墙

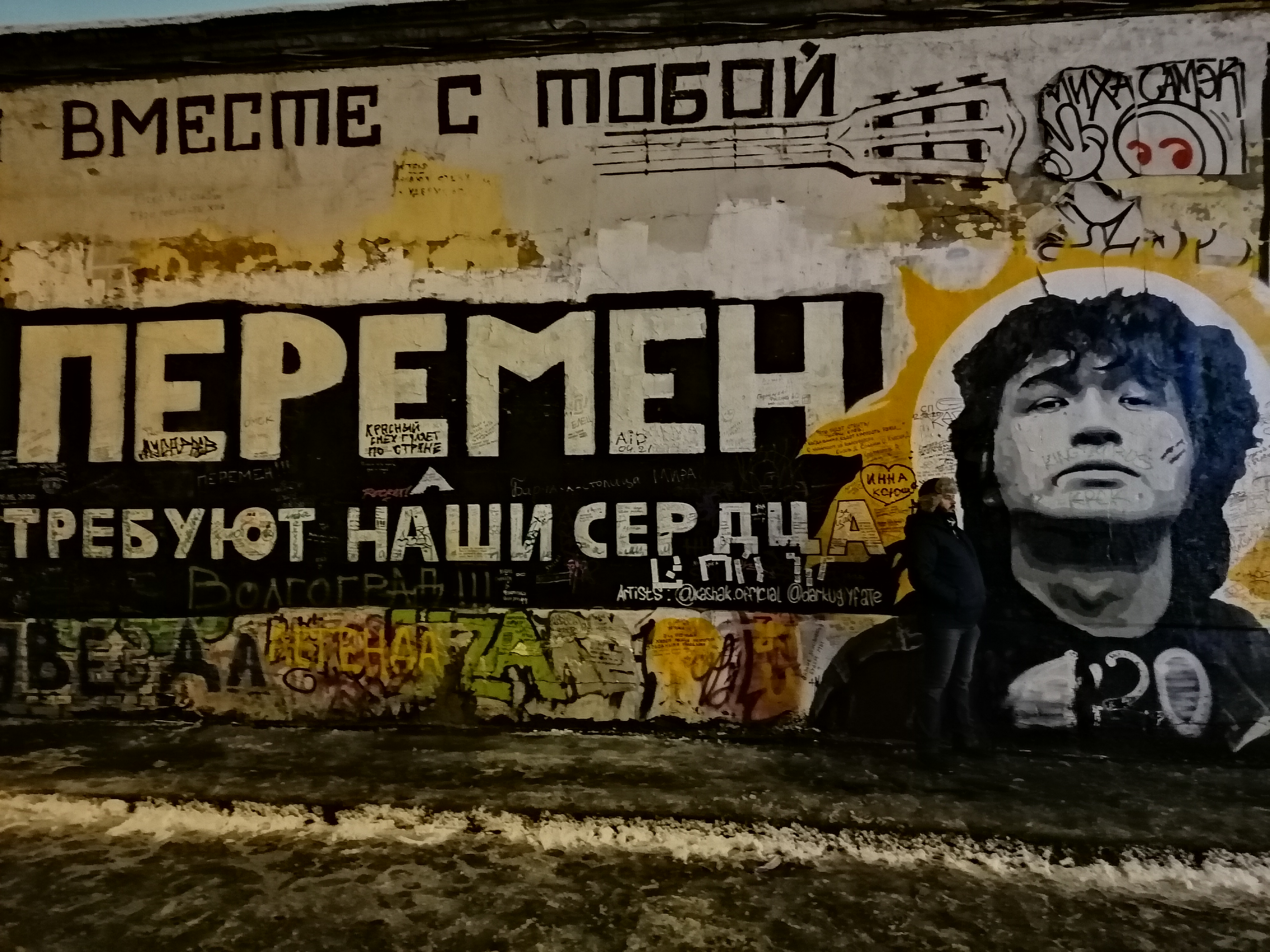
痛哭之墙

痛哭之墙（俄语：Стена Цоя)是一面为了纪念前苏联音乐人维克多·崔和其乐队电影乐队而修建于莫斯科的塗鴉墙。该墙位于阿尔巴特街和Krivoarbatsky巷交叉口的№37房子，这面墙被认为是莫斯科的标志性建筑之一。来到这面墙前纪念维克多·崔的粉丝们一般会在墙旁边的一个特殊烟灰盘里为其留下一支点燃的香烟。
由于维克多·崔的粉丝经常来到这，现如今这面墙已经成了一个给朋友藏纸条或安排聚会见面的地方。在其他城市也有其他纪念维克多·崔的涂鸦墙，如：圣彼得堡、哈巴罗夫斯克、第聂伯罗彼得罗夫斯克和塞瓦斯托波尔。

## 历史
该墙于1990年8月15日首次被写上“维克多·崔于今天去世”（俄语：Сегодня погиб Виктор）的黑字。 之后，有人写了一个回复：“崔还活着！”（俄语：Цой жив!）。在这之后，又有许多人来此处留下文字，其中包括：Kino乐队的歌曲“Pachka sigaret”（“一包香烟”）和“Muraveinik”(“蚁冢”)里的歌词。在2006年，这面墙曾被破坏艺术计划成员重新分刷过，但随后崔的粉丝又重新涂鸦恢复。在2009年，莫斯科当局又宣布了一个整修这面墙的计划，但因计划遭到质疑，而被放弃。政府原本的计划是：将一个描绘维克多·崔光着脚坐在摩托车上的纪念碑建立在墙旁边。但是该计划遭到了当地居民和崔的粉丝们的拒绝。